# تپه قزل ارخ
تپه قزل ارخ مربوط به دوره ساسانیان است و در شهرستان زنجان، روستای تهم واقع شده و این اثر در تاریخ ۱۳ اسفند ۱۳۵۴ با شمارهٔ ثبت ۱۰۵۰ به‌عنوان یکی از آثار ملی ایران به ثبت رسیده‌است.